# Julio Rey Pastor
Julio Rey Pastor (Logroño, 14 de agosto de 1888 — Buenos Aires, 21 de fevereiro de 1962) foi um matemático e historiador da ciência espanhol.